# ふじみ分水の森
ふじみ分水の森、富士見分水の森（ふじみぶんすいのもり）は、長野県富士見町にある広さ5ヘクタールほどの自然公園。宮内大臣などを務めた渡辺千秋の別荘の跡地で、建物が解体された1975年以降は、雑木林となり、渡辺別荘地（わたなべべっそうち）、ないし、旧渡辺別荘跡地（きゅうわたなべべっそうあとち）などと呼ばれていた。
2011年に富士見町が用地を取得して以降、公園としての整備が進められ、2012年4月に自然公園として開園した。
敷地内には、樹齢140年を超えるアカマツなど、針葉樹、広葉樹の混交林が広がっている。また、マイヅルソウやウスバサイシンなども自生している。

## 沿革
1907年、渡辺千秋が当地に別荘「分水荘」を構えた。富士見町内では最初の別荘であったとされる。
第二次世界大戦後には、詩人の尾崎喜八がこの別荘を借り受けて東京から移り住み、1946年から7年間を過ごした。
1975年、別荘の建物は解体された。
永く渡辺家によって維持されていたが、2008年1月17日に渡辺の曾孫にあたる人物からの相続税の物納により、国有地となった。
2011年1月28日、富士見町はこの土地を財務省から2億500万円で取得した。以降、駐車場やトイレの設置、一部の樹木の伐採や遊歩道の整備が取り組まれ、2012年4月に自然公園として開園した。